# Yann Bodiger
Yann Bodiger, surnommé « Bodi », né le 9 février 1995 à Sète, est un footballeur français évoluant au poste de milieu défensif au CD Tenerife.

## Biographie

### Débuts au Toulouse FC
Bodiger s’initie au football au Football Club de Sète 34 dès 2001 (à l’âge de sept ans) puis en 2009 — à quatorze ans — intègre le centre de formation du Toulouse Football Club. Au début de la saison 2012-2013, il intègre la réserve du club et dispute 4 matchs de CFA 2.
Il participe à son premier match de Ligue 1 le 9 août 2014 contre l'OGC Nice. Le joueur dispute ensuite les neuf derniers matchs de championnat, sous l'autorité du nouvel entraîneur du club, Dominique Arribagé. Il signe dans le même temps son premier contrat professionnel avec le club.
Il marque son premier but en match officiel (en club) le 28 octobre 2015 lors du seizième de finale de coupe de la ligue face à Auxerre, en égalisant dans les prolongations.
Le 14 mai 2016, à l'occasion de la 38e journée de Ligue 1, il marque sur le terrain d'Angers à la 80e minute un coup franc direct depuis le côté droit de la surface. Qualifié de « superbe », « d'incroyable » ou de « magnifique », ce but — son deuxième au niveau professionnel et son premier en Ligue 1 — qui conclut un match « rocambolesque » est surtout très important pour son club puisqu'il permet d'arracher la victoire (2-3) et le maintien en Ligue 1.
Lors de la saison 2018-2019, il est avec Yannick Cahuzac l'un des deux délégués syndicaux de l'UNFP au sein du Toulouse FC.

### Cordoue CF
N'entrant plus dans les plans de son entraîneur Alain Casanova, il est prêté six mois au Cordoue CF qui évolue en deuxième division espagnole le 30 janvier 2019.

### Cádiz CF
Le 15 juillet 2019, Bodiger s'engage pour deux ans plus une en option au Cádiz CF.
Il dispute 21 matchs de Segunda et participe à la montée du club dans l'élite espagnole, finissant deuxième du championnat, à seulement un point de la SD Huesca.
Le 12 septembre 2020, Bodiger dispute son premier match de Liga lors d'une défaite 0-2 contre le CA Osasuna.

### CD Castellón
En janvier 2021 Yann Bodiger est transféré dans le club Valencien du Club Deportivo Castellón, en Segunda. Il y joue dix-neuf matchs jusqu'à la fin de la saison où le club est relégué en Segunda-B,.

### Cartagena FC
En juillet 2021 il change de nouveau de club et signe avec le Cartagena Fútbol Club qui évolue en Segunda División.

### Grenade CF
Le 21 juillet 2022 il signe dans un nouveau club espagnol, le Grenade CF, tout juste relégué en Segunda-B.

### En sélection
Il compte sept sélections en équipe de France des moins de 20 ans. La première fut honorée en match amical contre le 9 octobre 2014 contre la Tchéquie.
En 2015, Yann Bodiger participe au Festival international espoirs – Tournoi Maurice-Revello avec la France, qui se déroule en Provence-Alpes-Côte d'Azur. La France remporte le Tournoi de Toulon 2015 en battant le Maroc en finale.
En avril 2016, il fait partie d'une liste de 58 joueurs sélectionnables en équipe de Bretagne, dévoilée par Raymond Domenech qui en est le nouveau sélectionneur.
Après être passé par l'Équipe de France des moins de 20 ans, Yann Bodiger est appelé en espoirs en novembre 2016 en remplacement de Morgan Sanson, forfait. Il honore ainsi sa première sélection avec les espoirs face à l'Angleterre, où il est auteur d'une passe décisive.

## Statistiques
| Saison                | Club                  | Championnat           | Championnat | Championnat | Coupe nationale | Coupe nationale | Coupe de la Ligue | Coupe de la Ligue | Total | Total |
| Saison                | Club                  | Division              | M.          | B.          | M.              | B.              | M.                | B.                | M.    | B.    |
| 2012-2013             | Toulouse FC B         | CFA 2                 | 4           | 0           | -               | -               | -                 | -                 | 4     | 0     |
| 2013-2014             | Toulouse FC B         | CFA 2                 | 15          | 1           | -               | -               | -                 | -                 | 15    | 1     |
| 2014-2015             | Toulouse FC B         | CFA 2                 | 13          | 0           | -               | -               | -                 | -                 | 13    | 0     |
| 2015-2016             | Toulouse FC B         | CFA 2                 | 3           | 0           | -               | -               | -                 | -                 | 3     | 0     |
| 2017-2018             | Toulouse FC B         | N3                    | 6           | 3           | -               | -               | -                 | -                 | 6     | 3     |
| 2018-2019             | Toulouse FC B         | N3                    | 4           | 0           | -               | -               | -                 | -                 | 4     | 0     |
| Sous-total            | Sous-total            | Sous-total            | 45          | 4           | -               | -               | -                 | -                 | 45    | 4     |
| 2014-2015             | Toulouse FC           | Ligue 1               | 10          | 0           | -               | -               | -                 | -                 | 10    | 0     |
| 2015-2016             | Toulouse FC           | Ligue 1               | 22          | 1           | 1               | 0               | 3                 | 1                 | 26    | 2     |
| 2016-2017             | Toulouse FC           | Ligue 1               | 29          | 1           | 1               | 0               | 2                 | 0                 | 32    | 1     |
| 2017-2018             | Toulouse FC           | Ligue 1               | 14          | 0           | 1               | 0               | 1                 | 0                 | 16    | 0     |
| 2018-2019             | Toulouse FC           | Ligue 1               | 1           | 0           | -               | -               | 1                 | 0                 | 2     | 0     |
| Sous-total            | Sous-total            | Sous-total            | 69          | 2           | 3               | 0               | 7                 | 1                 | 79    | 3     |
| 2018-2019             | Cordoue CF (prêt)     | LaLiga 2              | 14          | 0           | -               | -               | -                 | -                 | 14    | 0     |
| Sous-total            | Sous-total            | Sous-total            | 14          | 0           | -               | -               | -                 | -                 | 14    | 0     |
| 2019-2020             | Cádiz CF              | LaLiga 2              | 21          | 0           | 2               | 0               | -                 | -                 | 23    | 0     |
| 2020-2021             | Cádiz CF              | Liga                  | 7           | 0           | 0               | 0               | -                 | -                 | 7     | 0     |
| Sous-total            | Sous-total            | Sous-total            | 28          | 0           | 2               | 0               | -                 | -                 | 30    | 0     |
| Total sur la carrière | Total sur la carrière | Total sur la carrière | 156         | 6           | 5               | 0               | 7                 | 1                 | 168   | 7     |